# Suchá Dolina
Suchá Dolina este o comună slovacă, aflată în districtul Prešov din regiunea Prešov. Localitatea se află la altitudinea de 442 m deasupra n.m., se întinde pe o suprafață de 6,12 km2 și în 2017 număra 196 de locuitori.

## Istoric
Localitatea Suchá Dolina este atestată documentar din 1330.

## Demografie
| An:                | 1994 | 2004    | 2014   | 2024   |
| ------------------ | ---- | ------- | ------ | ------ |
| Număr de persoane: | 229  | 198     | 190    | 196    |
| Diferență:         |      | −13,53% | −4,04% | +3,15% |

| An:                | 2023 | 2024   |
| ------------------ | ---- | ------ |
| Număr de persoane: | 202  | 196    |
| Diferență:         |      | −2,97% |